# Federazione Internazionale Canottaggio
La Federazione Internazionale Canottaggio (FISA), nata come Fédération Internationale des Sociétés d'Aviron (in lingua francese), oggi ufficialmente denominata International Rowing Federation (in lingua inglese), è la federazione sportiva internazionale, riconosciuta dal CIO, che governa lo sport olimpico del canottaggio.

## Storia
La crescente popolarità del canottaggio ed il bisogno di uniformare il codice delle regate portò le federazioni di Italia, Francia, Svizzera, Belgio ed Adriatica a fondare la Fédération Internationale des Sociétés d'Aviron, Il 25 giugno 1892, a Torino.
La prima competizione ufficiale organizzata dalla FISA fu il Campionato Europeo del 1893, disputato sulle acque del Lago d'Orta, che vide la partecipazione di dieci equipaggi.
Nel 1922 venne scelta la città svizzera di Losanna come sede principale.
La FISA è stata la prima federazione internazionale ad aderire al Movimento olimpico.
Le federazioni nazionali si riuniscono nel FISA Congress.
Annualmente la FISA assegna la Medaglia Thomas Keller.
Dall'11 settembre 2023, a seguito dell'ammissione di Oman e Papua Nuova Guinea, le Nazioni affiliate divenute 159.

## Attività
La FISA ha lo scopo di sviluppare, promuovere, presentare e dirigere il canottaggio.
Organizza diverse manifestazioni internazionali, tra cui Olimpiadi, Campionati del Mondo, Coppa del Mondo, Campionato del Mondo Under23, Campionati del Mondo Junior e World Rowing Masters Regatta.